# Sant Julià dels Torts
Sant Julià dels Torts és una ermita del municipi de la Jonquera, inclosa en l'Inventari del Patrimoni Arquitectònic de Catalunya.

## Situació
Es troba entre els colls del Portell i de Panissars, al nord-oest del municipi. Fou la parròquia del veïnat format per les diverses masies que hi ha pels vessants de la muntanya. La capella de Sant Julià és al peu de la serra de l'Albera, al sector de la dreta del Llobregat, enmig d'una massa boscosa d'alzinars. La seva localització és privilegiada, des d'una alçada de 450 metres es poden veure els masos del veïnat per sota, el castell de Bellaguarda al nord, Rocabertí i el Puig Neulós a l'est, el poble de la Jonquera cap al sud i tota la plana de l'Empordà fins a la badia de Roses.
S'hi arriba des del km. 783 de la N-II, passada la Duana de la Jonquera, prenent la pista que queda a l'esquerra de la carretera nacional, sota el pont de l'autopista. Amb un vehicle tot terreny es pot arribar fins a la capella, però amb un vehicle de tracció normal es pot arribar fins al mas de can Pous, just abans de les últimes rampes, amb forts pendents. Només la primera part del camí està cimentat.
Per anar-hi a peu, però, es surt de la vila de la Jonquera direcció als Carols i el còrrec de les Vinyes. L'any 1997 el GAT de la Jonquera va començar amb els treballs de neteja que van permetre recuperar el traçat primitiu de la drecera de Sant Julià, amb els anys han mantingut nets els trams que han permès recuperar el traçat primitiu de la drecera del veïnat de Sant Julià.

## Història
El document més antic on apareix esmentada aquesta ermita data del segle xi. A l'arxiu d'escriptures de Santa Maria de Vilabertran hi ha un escrit de l'any 1087 en què Guillem Guillem reconeix haver posseït injustament uns alous, entre ells la parròquia de Sant Julià dels Torts.
Fins a principis del segle xx el 7 de gener la gent de la rodalia s'hi aplegava per celebrar la diada del Sant. Però degut al mal temps que acostumava a fer per aquelles dates la celebració es traslladà a un mas veí, al de can Morató, fins que, amb l'arribada de la guerra civil es va perdre.
Amb els anys la festa va passar a l'oblit, igual que la capella, fet que va comportar-ne el deteriorament i l'aparició de greus problemes a la teulada.
L'any 1978 membres del Centre Excursionista Jonquerenc i el GAT (Grup d'Art i Treball) de Figueres hi van fer els primers treballs de consolidació. Posteriorment, ja format el GAT de la Jonquera, el grup va seguir fent feines de neteja i consolidació a l'església i a la font del Tord, a l'oest del planer.
També van recuperar la festa i durant anys se celebrà a principis de setembre: al migdia es feia una missa, a continuació una arrossada popular i a la tarda un ball de caràcter muntanyenc. Ara bé, des de fa uns anys la tradició s'ha perdut per manca d'assistents; l'última celebració que va tenir lloc al replà dels Torts va ser l'any 2000.

## Arquitectura
L'església de Sant Julià és un edifici preromànic (segle x) reconstruït en el període romànic tardà (segle xii-segle xiii).
Una construcció d'una sola nau amb volta de canó en els primers metres de la part occidental i la resta de perfil apuntat. La volta de l'absis també és de canó al primer tram i la resta apuntada, el seu primer tram és rectangular i acaba en semicercle. A migdia de la nau hi ha una finestra amb un arc de mig punt, d'interior rectangular. A l'exterior es pot admirar l'espadanya formada per tres pilars sense arcades i la portalada, a l'arc de migdia, que té tres arcades amb una llinda grossa i un timpà llis. La portalada, la façana, la part apuntada de la volta i la part semicircular de l'absis corresponen a les reformes dels segles XII-XIII. Més tard, en el mur de migdia, s'hi va fer un altar lateral i s'hi va adossar la sagristia, que comunica amb una porta al presbiteri.
Mentre que a l'interior de l'església s'hi conserva sencera la pica baptismal, senzilla, de pedra granítica, força erosionada, a l'exterior ja no queda cap vestigi del petit cementiri que hi hagué als anys 1920/1930 darrere el mur nord.